# José Barroso Pimentel
José Barroso Pimentel GOMM (Picos, 16 de outubro de 1953) é um advogado, bancário, escritor e político brasileiro filiado Partido dos Trabalhadores (PT). Foi senador da República pelo Ceará, eleito em 2010, com 2.397.851 votos. Exerceu o cargo de Ministro de Estado da Previdência Social durante o governo Lula, de 2008 a 2010. Foi, também, deputado federal por quatro mandatos consecutivos, de 1995 a 2011, tendo exercido o cargo de relator-geral do Orçamento Geral da União em 2008.

## Biografia
Foi bancário do Banco do Brasil. Em 1985 concluiu o curso de direito na Universidade Federal do Ceará (UFC). Casado com Luzinete Sombra, tem três filhos.

## Carreira política

### Sindicatos
No período 1988 a 1991 foi diretor do Sindicato dos Bancários do Ceará. De 1991 a 1994 foi secretário-geral da Central Única dos Trabalhadores (CUT) em Fortaleza.

### Partido dos Trabalhadores
É filiado ao Partido dos Trabalhadores desde 1980. Foi membro do Diretório Estadual do PT/CE no período de 1992 a 2004 e presidente da Comissão Executiva do PT/CE de 1993 a 1995. De 1995 a 1999 foi membro da Executiva Estadual do PT/CE. Foi vice-líder do PT nos períodos 1998 a 2000, 2004 a 2005 e de 2008 até se licenciar da Câmara para assumir o ministério. Foi membro do Diretório Nacional do PT de 1977 a 2004. Em 2005 exerceu o cargo de secretário nacional de finanças e planejamento do Partido dos Trabalhadores.

### Deputado federal

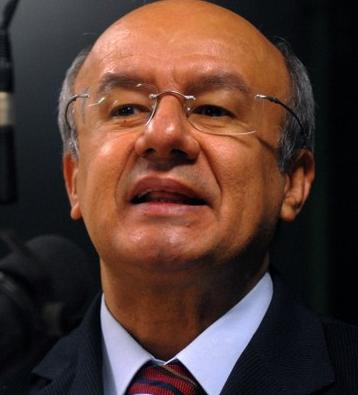
Em 17 de julho de 2008, concedendo entrevista a emissoras de rádio, no estúdio da Empresa Brasil de Comunicação (EBC). Foto:Marcello Casal Jr/ABr.

Nas eleições de 1990, disputou as eleições como candidato a deputado federal pelo PT, mas conseguiu apenas ficar como primeiro suplente na coligação que elegeu Maria Luiza Fontenele (PSB) e Ariosto Holanda (PSB) deputados. Naquela eleição, ficou a frente de José Guimarães e conseguiu ser o petista mais votado dentre os candidatos a deputado federal.
Foi Deputado federal por 4 mandatos consecutivos (1995-1999, 1999-2003, 2003-2007, 2007-2011).
Em 1995, foi vice-presidente da Comissão Especial de Reforma do Sistema de Previdência Social que resultou na emenda constitucional nº 20, de 1999. Em 1996 integrou a Comissão Parlamentar de Inquérito destinada a investigar denúncias de irregularidades nas entidades de Previdência Privada.
Em 1999, foi vice-presidente da Comissão Especial destinada a regulamentar as regras do Sistema de Previdência Complementar para as entidades públicas e entidades fechadas que resultou na lei complementar nº 108, de 2001.
É autor da lei nº 9.998/2000 que cria o Fundo de Universalização dos Serviços de Telecomunicações (Fust). O fundo destina recursos para equipar escolas, bibliotecas e hospitais públicos com computadores e internet de alta velocidade. Também é autor do projeto original da lei nº 10.779/03 que modifica a forma de concessão do seguro-desemprego ao pescador artesanal, durante o período do defeso.
Participou de todas as discussões de que deram origem ao Estatuto Nacional da Microempresa e da Empresa de Pequeno Porte (Lei complementar nº 123/2006) e seus aperfeiçoamentos (Leis complementares: 127/2007, 128/2008, 133/2009 e 139/2011).
Em 2004, Pimentel foi admitido pelo presidente Luiz Inácio Lula da Silva ao grau de Grande-Oficial especial da Ordem do Mérito Militar.

### Ministério da Previdência Social
Assumiu o cargo de Ministro de Estado da Previdência Social, em 3 de junho de 2008, a convite do então presidente Luiz Inácio Lula da Silva.
Em 4 de janeiro de 2009, a Previdência começa a conceder aposentadoria em até 30 minutos. No dia 27 de janeiro, Lula participa do lançamento oficial do novo serviço. A Previdência passa a conceder todos os benefícios em 30 minutos, exceto aqueles que dependem de perícia médica.
No dia 30 de março de 2010, por orientação do presidente Lula, Pimentel deixa o Ministério da Previdência para se candidatar em seu estado, pelo Ceará.

### Senado Federal
José Pimentel foi eleito Senador em 2010.
Em 23 de novembro de 2016, o Supremo Tribunal Federal autorizou a abertura de um inquérito na Operação Zelotes, que apura fraudes no Conselho Administrativo de Recursos Fiscais (Carf), o tribunal de recursos da Receita Federal. José Pimentel será investigado por corrupção passiva e prevaricação.
A convite da presidente Dilma Rousseff foi nomeado líder do Governo no Congresso Nacional no dia 12 de setembro de 2011. Pimentel é responsável pela coordenação e acompanhamento de todas as Comissões Mistas, criadas para análise do conteúdo de cada Medida Provisória editada pelo Executivo. Também é responsável pela articulação política das matéria de interesse do Governo Federal no Congresso.
Em novembro de 2015, votou contra a prisão de Delcídio Amaral.
Em outubro de 2017 votou a contra a manutenção do mandato do senador Aécio Neves mostrando-se favorável a decisão da Primeira Turma do Supremo Tribunal Federal no processo onde ele é acusado de corrupção e obstrução da justiça por solicitar dois milhões de reais ao empresário Joesley Batista.

### 2017
Em julho de 2017, votou a favor da cassação de Aécio Neves no conselho de ética do Senado.

## Obras publicadas[2]
- A Reforma da Previdência Social e suas consequências (1998)
- Bancos, bancários e sociedade (1998)
- A Previdência Social (1999)
- Governo das mudanças, um mito neoliberal (2000)
- Para Entender o FUST (2000)
- Projeto São Francisco (2001)
- Agricultura e crédito para assentados (2002)
- A Reforma da Previdência Social no Governo Lula (2003)
- Seriedade e Compromisso Público (2006)
- Transposição da Esperança (2006)
- Uma Lei a Favor do Brasil (2007)
- Orçamento da União (2008)
- Homenagem ao Centenário de Juazeiro do Norte (2011)
- Brasil Sem Miséria: um novo olhar para o futuro do Brasil (2011)
- Combate à Corrupção: Instituições Fortes para um Brasil Melhor (2011)
- Empreendedorismo Forte: Mais emprego, renda e desenvolvimento] (2011)
- Futuro digno para o servidor público; certeza de um Brasil melhor (2012)
- Defensoria Pública - Todo cidadão tem direito a defesa jurídica (2012)
- Cartilha sobre o Estatuto da Juventude (2013)
- Mais Emprego e Renda - Dicas para Conquistar sua Vaga (2014)
- O Brasil pós Plano Real - A decisão tomada em 2003 de usar a estabilidade para promover a inclusão social (2014)
- Plano Nacional de Educação - Para o Brasil avançar mais (2014)
- Fortalecimento das Instituições Democráticas no Combate à Corrupção (2015)
- Estado Democrático de Direito (2016)
- Novas Regras Eleitorais (2016)